# Крутой Лог (Белгородская область)
Крутой Лог — село в Белгородском муниципальном районе Белгородской области Российской Федерации.
Административный центр Крутологского сельского муниципального поселения в составе Белгородского района.

## География
Название села было продиктовано пересеченностью местности оврагами и балками. Как географический объект «деревня Крутого Лога» впервые показана на «Карте поселений Белгородского уезда» в 1708 году.

## Население
| 1916 | 2002  | 2010  |
| ---- | ----- | ----- |
| 2500 | ↘1121 | ↗1393 |

## История
В Московском государстве
Дата основания деревни Крутой Лог неизвестна. В исторических источниках XVII века впервые  упоминается в 1678 году, как одно из селений Разумницкого стана Белгородского уезда.  Первопоселенцы — служилые люди, «испомещённые за службу землёй», причисленные к сословию однодворцев, людей, имевших право личного землевладения и владения крестьянами и считались «лично свободными». 
В составе Российской империи
Согласно документам Ревизской сказки 1885 года, значится: "Белгородского уезда Масловской волости с. Крутой лог — 387 дворов «крестьян государственных душево-четвертных», 2422 жителя (1251 муж., 1171 жен.), грамотных 91 муж. из 68 семей и 48 учащихся мальчиков; земельный надел 2733,1 десятины — «усадьбы разбросаны по горам», 200 дес. глины, дес. 800 суглинок, остальное глубокий чернозем, 200 дес. леса; у крестьян — 351 рабоч. лошадь, 538 коров, 1720 овец и 189 свиней, в селе — 6 "промышленных заведений «, 2 трактира и 3 торговые лавки».
Ещё в конце 17 в. в Крутом Логе стал развиваться дужный промысел, изделия крутоложских кустарных мастеров славились и были известны далеко за пределами села, уезда: крутоложские дуги продавались в различных городах и губерниях Российской империи (в том числе Иркутске, Барнауле). В начале 19 в. в селе появились кустарные кирпичные заводы, которые принадлежали местным предпринимателям: братьям Рыковым, Петру Павловичу Бавыкину, Илье Николаевичу Белоусову.

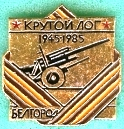
Значок «Крутой Лог», Белгород, 1945—1985, к 40-летию победы

В 1908 году в селе было открыто «Одноклассное народное училище» ведомства Министерства народного просвещения Российской империи, в котором было пять классов и насчитывалось около 150 учащихся.
В СССР
Поcле революционного переворота в России 1917 года, в селе, как и повсюду в стране, была установлена советская власть. В 1927 году в селе открылась неполная средняя школа, число обучающихся выросло до 240 учащихся.
В 1929 году началась повсеместная коллективизация сельского хозяйства, в селе был создан колхоз «Красный Октябрь», председателем избран «двадцатипятитысячник» коммунист Домарев. В 1930 году, на базе дужного промысла, был организован специализированный колхоз имени Ворошилова, руководителем его стал Н. А. Хруслов. В 1933 году колхоз «Красный Октябрь» переименован — в «Новый путь», новым председателем избран В. Ф. Ситников; в 1935—1940 гг. его возглавлял И. Ф. Черкашин.
Во второй половине 1950-х гг. в Крутологский сельсовет Шебекинского района входили два села: Крутой Лог и Нижний Ольшанец, в начале 1970-х — с. Крутой Лог и два хутора: Гремячий и Корейская Дача. Вскоре село и сельсовет «вернулись» в состав Белгородского района. В 1970-90-е годы в селе развернулось жилищное строительство: появились в Крутом Логе жилые дома в несколько этажей, индивидуальные коттеджи, выросли и добротные хозяйственные постройки.

## Великая Отечественная война
22 июня 1941 года нацистская Германия вероломно напала на СССР, войска Вермахта вторглись в пределы нашей Родины, началась война, часть территории страны была захвачена, село Крутой Лог, как и вся Белгородщина на два года оказались оккупированными германскими войсками.
Героическая Белгородско-Харьковская стратегическая наступательная операция «Румянцев», явившаяся заключительной операцией Курской битвы, проводившаяся войсками Красной Армии с 3 по 23 августа 1943 г. с целью нанесения поражения белгородско-харьковской группировке немецко-фашистских войск, принесла долгожданное освобождение на Белгородщину. Кровопролитные бои в районе с. Крутой Лог вели воинские соединения 15-й и 73-й стрелковых дивизий 7-й гвардейской армии под командованием генерала М. С. Шумилова, вписавшие яркие страницы в историю Курской битвы. Особо отличились воины-гвардейцы 3-го стрелкового батальона под командованием капитана Мирошниченко и многие другие воины 214-го стрелкового полка.
Павшие в ожесточённых сражениях под Крутым Логом воины-герои — советские военнослужащие были захоронены здесь же в братской могиле (всего 1448 чел.); тут же был похоронен, отдавший здесь жизнь за Родину герой Советского Союза, гвардии рядовой Е. М. Молчанова. 5 июля 1968 г. недалеко от села Крутого Лога, у шоссе «Белгород-Шебекино», открыт памятник «Воинам-героям 7-й гвардейской армии». В 2011 году у памятника в с. Крутой Лог была установлена мемориальная плита в память о советских воинах, отличившихся в боях под Крутым Логом — героям Советского Союза: гвардии капитану А. А. Бельгину, гвардии капитану И. В. Илясову, гвардии сержанту С. П. Зорину, гвардии лейтенанту Ф. И. Гаркуше.

## Православная церковь
Согласно документам, по прошению сельчан, на пожертвования собранные ими, в 1800—1807 гг. в селе была построена и освящена деревянная церковь. Через 90 лет, взамен старой, обветшавшей, решено было построить новую, и на средства прихожан в 1897 году, построена и освящена новая, каменная церковь во имя Рождества Христова, при ней в 1906 открыта церковно-приходская школа; одновременно при школе открылась сельская библиотека. С приходом советской власти вскоре церковь была закрыта, а в 1943 году, во время боёв Красной армии с немецко-фашистскими захватчиками, здание храма было разрушено. 
Метрические книги Христорождественской церкви, с актовыми записями о рождении детей, бракосочетании и смерти прихожан церкви села Крутого Лога за период с 1879 по 1915 гг. хранятся в Государственном архиве Белгородской области РФ — ГАБО: Фонд 135, опись 1, дело №№ 121, 122 .
2002, 9 мая — архиепископ Белгородский и Старооскольский Иоанн совершил освящение закладного камня на месте строительства нового храма в честь Рождества Христова в селе Крутой Лог. Настоятелем — назначен протоиерей Николай Григорьевич Малетич.
2022, 6 мая — в день памяти великомученика Георгия Победоносца, митрополит Белгородский и Старооскольский Иоанн совершил чин освящения построенного храма в честь Рождества Христова в селе Крутой Лог Белгородского района и совершил в новоосвященном храме первую Божественную литургию

## Инфраструктура
К концу 1996 года в селе была завершена газификация 20 частных домов. В 1997 году была введена в эксплуатацию газовая линия для жителей ул. Восточной.
В 2004 году состоялось открытие культурно-просветительного центра. Здание находится в центре села, поэтому здесь расположились основные учреждения: администрация поселения, библиотека, детский сад, начальная школа, Дом культуры.

## Экономика
В селе Крутой Лог находится центральная усадьба ЗАО СХП «Победа» (ранее — совхоз «Победа», существующий с октября 1974 года), первым главой его был Бараев Василий Григорьевич, с 1996 года его возглавляет Беляев Михаил Иванович. Количество рабочих — 47 человек. В совхозе выращивают картофель, ячмень, овощи, озимую пшеницу. С 1992 года на землях ЗАО «Победа» открыт песчаный карьер — ОАО «Нижнеольшанское», с 1993 года руководит предприятием Святослав Иванович Полянский.
С 2006 года в селе Нижний Ольшанец организовано крестьянское фермерское хозяйство «Утиное» по выращиванию птицы, глава хозяйства Чаплюк Александр Владимирович. В 2008 году в селе Крутой Лог создано предприятие «Шампиньонный комплекс» по выращиванию грибов, позже переименованный в ООО «Белгородская грибная компания», главой предприятия является Радченко Сергей Вячеславович.

## Социально-культурная сфера
На сегодняшний день на территории села осуществляют свою деятельность: МОУ «Крутоложская основная общеобразовательная школа», «Крутоложский сельский Дом культуры», «Крутоложский фельдшерско-акушерский пункт», МДОУ «Детский сад № 24 села Крутой Лог», «Крутологская поселенческая библиотека № 16» — филиал МУК «ЦБ Белгородского района»; магазины: «Москвичка», «Продукты», «Хозтовары»; Отделение почтовой связи: 308541, ФГУП «Почта России». В 2014 — открыт и оказывает государственные и муниципальные услуги Муниципальное автономное учреждение «МФЦ Белгородского МР БО» (ТОСП в селе Крутой лог) «Мои документы».

## Достопримечательности
- Памятник Великой Отечественной войне (1968). Композиция включает железобетонную фигуру красноармейца, установленную на кирпичном постаменте, в центре стилобата — вечный огонь; перед памятником восемь надгробных плит с именами героев, две — персональные: могила Героя Советского Союза Молчанова Е. М. и первого председателя Крутологского сельсовета Кашкарова И. Д.[7][14]. [фото?]

## Известные уроженцы и жители
- Першин, Александр Федорович (1909—1991) — заслуженный строитель РСФСР (1962). Почётный гражданин города Белгорода (1968)[15][16].
- Кашкарова, Мария Гавриловна (1916—2016) — долгожительница; ветеран труда, награждена "медалью «За доблестный труд в годы Великой Отечественной войны»[17].